# Tàu điện ngầm Warszawa
Tàu điện ngầm Warszawa (tiếng Ba Lan: Metro Warszawskie) là một hệ thống vận chuyển nhanh chóng phục vụ thành phố Warsaw, thủ đô của Ba Lan. Hiện tại nó bao gồm hai tuyến, phía bắc Line M1, phía nam nối liền trung tâm Warsaw với các quận phía bắc và phía nam đông dân, và đoạn ban đầu của Tuyến M2 phía đông-tây mở ra vào ngày 8 tháng 3 năm 2015. Tổng chiều dài của tuyến M1 là 23 km, trong khi tuyến M2 dài 12,6 km. Tuyến ray thứ hai (M2) đã được hoàn thành  và một tuyến thứ ba (M3) được lên kế hoạch.
Phần đầu tiên được mở vào năm 1995 và dần dần mở rộng cho đến khi đạt đến chiều dài đầy đủ vào tháng 10 năm 2008. Có thêm kế hoạch xây dựng thêm hai trạm trên tuyến bắc-nam này bị bỏ qua trong quá trình xây dựng ban đầu do chi phí. Hợp đồng xây dựng phần trung tâm ban đầu của tuyến thứ hai, chạy về phía đông West, đã được ký vào ngày 28 tháng 10 năm 2009 và việc xây dựng bắt đầu vào ngày 16 tháng 8 năm 2010. Phần này là 6,3 km (3,9 dặm) dài (bao gồm một đường hầm dưới sông Vistula) với bảy trạm, một trong số đó (Świętokrzyska) bao gồm một chuyển giữa hai tuyến ray.
Năm 2009, Tàu điện ngầm Warsaw đã giành được hai giải thưởng "Giải thưởng tàu điện ngầm" trong các hạng mục "Giải thưởng đặc biệt cho cam kết với môi trường" và "Chương trình bảo trì tốt nhất". Những thứ này được theo sau bởi giải thưởng Metro được cải thiện nhất năm 2011. Hệ thống liên tục nhận được đánh giá rất cao trong số các hành khách của mình; một cuộc khảo sát được thực hiện vào tháng 9 năm 2014 chỉ ra rằng 98% số người được hỏi đánh giá nó tốt hoặc rất tốt.

## Lịch sử

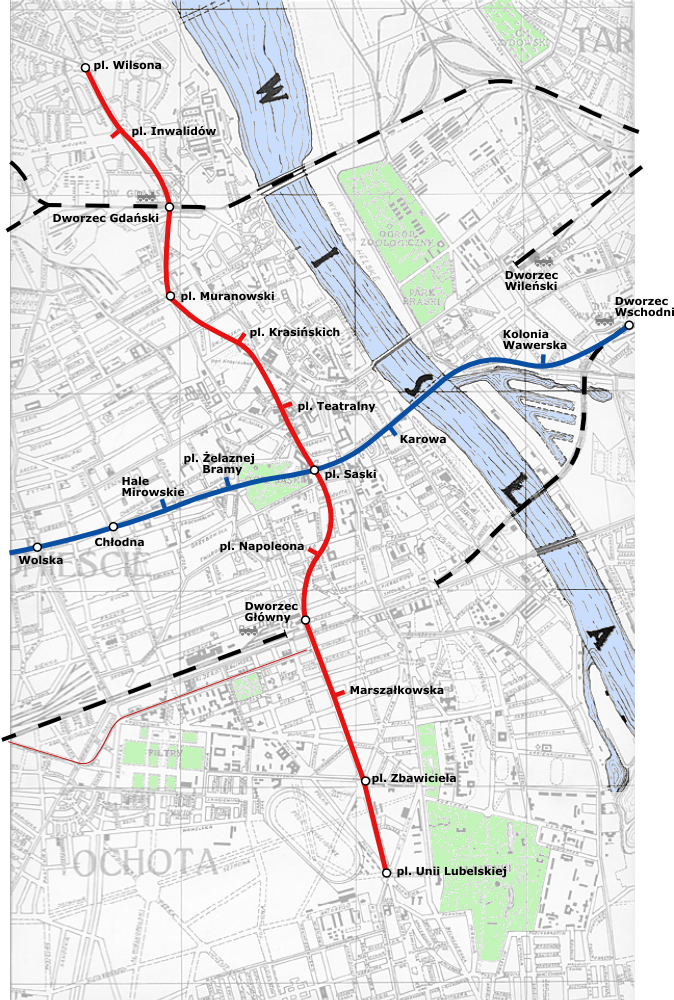
Giai đoạn đầu tiên của mạng lưới tàu điện ngầm được lên kế hoạch bắt đầu vào năm 1938, chưa bao giờ hoàn thành với sự khởi đầu của Thế chiến II và hậu quả là phá hủy theo kế hoạch của Warsaw

Kế hoạch xây dựng một hệ thống đường sắt ngầm trong Warsaw kể từ năm 1918, khi ý tưởng này lần đầu tiên được thả nổi sau khi Warsaw lấy lại vị thế là thành phố thủ đô của Ba Lan. Dự kiến sẽ giải quyết những khó khăn về giao thông của trung tâm thành phố được xây dựng dày đặc. Kế hoạch sơ bộ thích hợp và công việc đào đất đã được Warsaw Tramway Agency khởi xướng vào năm 1925, với dự kiến xây dựng Bắt đầu vào cuối những năm 1920. Đại suy thoái đã chôn vùi những kế hoạch đó khi Ba Lan và thế giới bị kìm kẹp bởi khó khăn kinh tế.
Năm 1934, với việc bầu một thị trưởng mới của Warsaw, Stefan Starzyński, dự án tàu điện ngầm được tiếp tục. Thị trưởng đã từ bỏ kế hoạch từ giữa những năm 1920, và với một số điều chỉnh nhỏ, xây dựng tàu điện ngầm được lên kế hoạch bắt đầu vào cuối những năm 1930, với ngày kết thúc hoàn thành của hai tuyến đầu tiên dự kiến vào giữa những năm 1940. Đến lúc đó, mạng lưới tàu điện ngầm bao gồm hai tuyến. Tuyến 1 (tuyến bắc-nam, dài 7,4 km hay 4,6 mi) là đi theo một tuyến đường tương tự như tuyến đường ngày nay và là để kết nối quận cực nam của Mokotów với trung tâm thành phố và quận phía bắc của oliborz. Tuyến này đã được kết nối với ga Warszawa Główna và đường hầm đường sắt băng qua thành phố từ tây sang đông. Tuyến 2 (đông-tây, dài 6,36 km (3,95 mi) dài) đã bắt đầu bên dưới quận cực tây của Wola, đi dọc theo Chłodna đường phố đến trạm quan trọng bên dưới Quảng trường Saxon và sau đó đi về phía đông tới lối đi Vistula. Ở đó, dòng người phải đi trên mặt đất, băng qua sông qua một cây cầu mới được xây dựng và đi đến ga đường sắt ở cực đông của Warszawa Wschodnia . Tổng cộng, trong 35 năm, 7 dòng đã được xây dựng. Công việc cuối cùng đã bắt đầu vào năm 1938, nhưng Thế chiến II đã chấm dứt cam kết đầy tham vọng. Các đường hầm dấu vết ngắn được thực hiện vào năm 1938 phục vụ như một hầm rượu ngày nay.